# Narraga catalaunica
Narraga catalaunica là một loài bướm đêm trong họ Geometridae.